# گناه

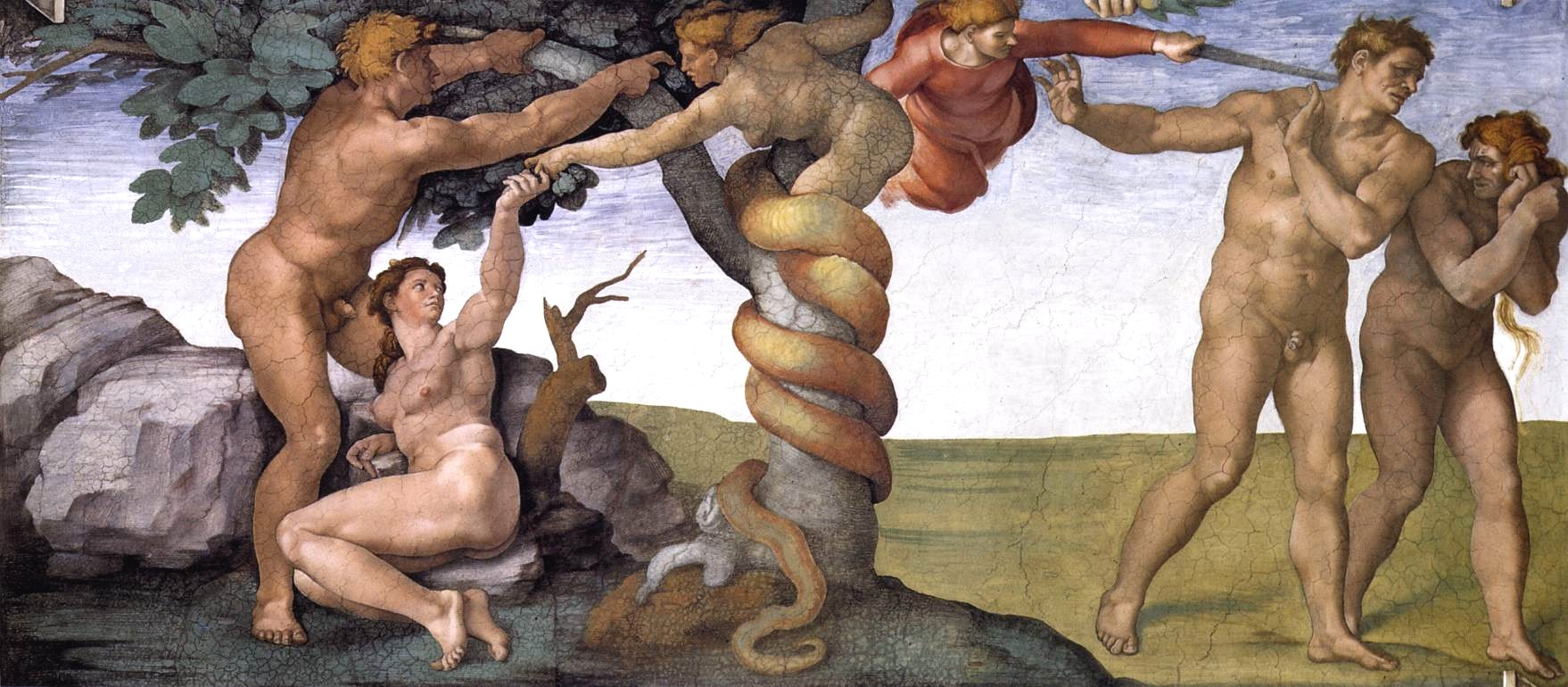
نقاشی بیرون کردن آدم و حوا به دلیل سرپیچی از دستور خدا استفاده کردن میوه ممنوعه از درخت ممنوعه

گناه یا معصیت در دین‌های ابراهیمی به معنای نقض اراده و قانون خداوند است و در اصطلاح مذهبی به معنی سرپیچی از فرمان خداوند است.
به باور پیروان گروهی از ادیان، انسان جزای گناه را یا در این جهان یا در دو جهان (این جهان و جهان آخرت) می‌بیند.

## ریشهٔ سایر گناهان

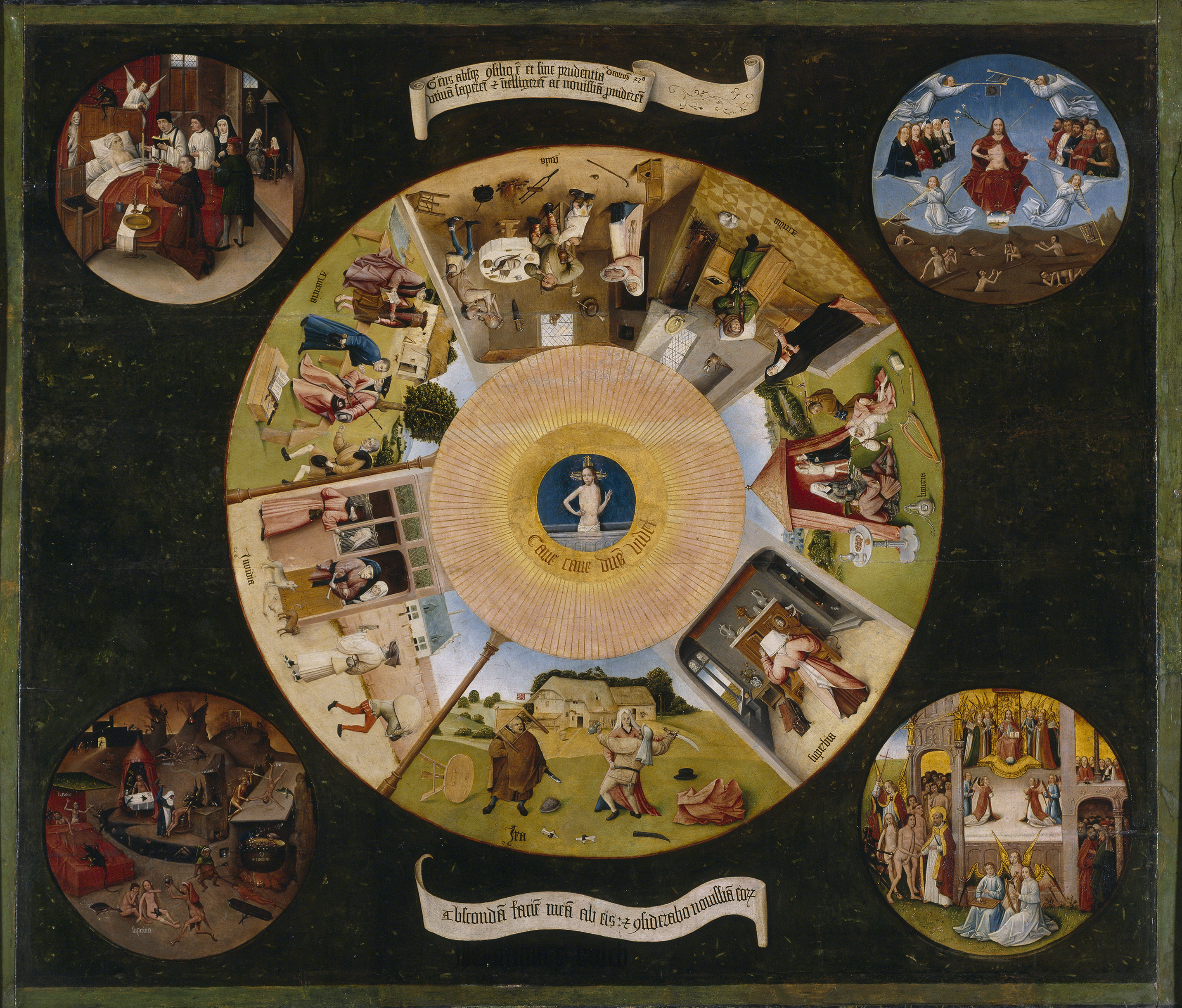
نقاشی هفت گناه کبیره و چهار امر واپسین در مالکیت موزه دل پرادو در مادرید قرار دارد.

گناهان اولیه که ریشهٔ سایر گناهان دانسته شده‌اند عبارتند از:
- تکبر که در داستان سجده نکردن ابلیس به آدم مدل شده و به رانده شدن ابلیس از بارگاه الهی منجر می‌شود.
- حرص که در داستان فریب خوردن آدم و حوا از ابلیس مدل شده و به رانده شدن آن‌ها از بهشت انجامید.
- حسد که در داستان هابیل و قابیل مدل شده و به کشته شدن هابیل توسط قابیل می‌انجامد.

تقسیم‌بندی‌های دیگری بر گناهان اولیه، مثلاً ۷ تایی نیز وجود دارد.

### هفت گناه کبیره
هفت گناه کبیره در الهیات مسیحی گناهانی هستند که ارتکاب آن‌ها مجازات دوزخ را به‌دنبال خواهد داشت.

## در میان دین‌ها

### اسلام
دره را ترجمهٔ ذنب و گناه صغیره را ترجمهٔ معصیت گرفت.

## نگارخانه

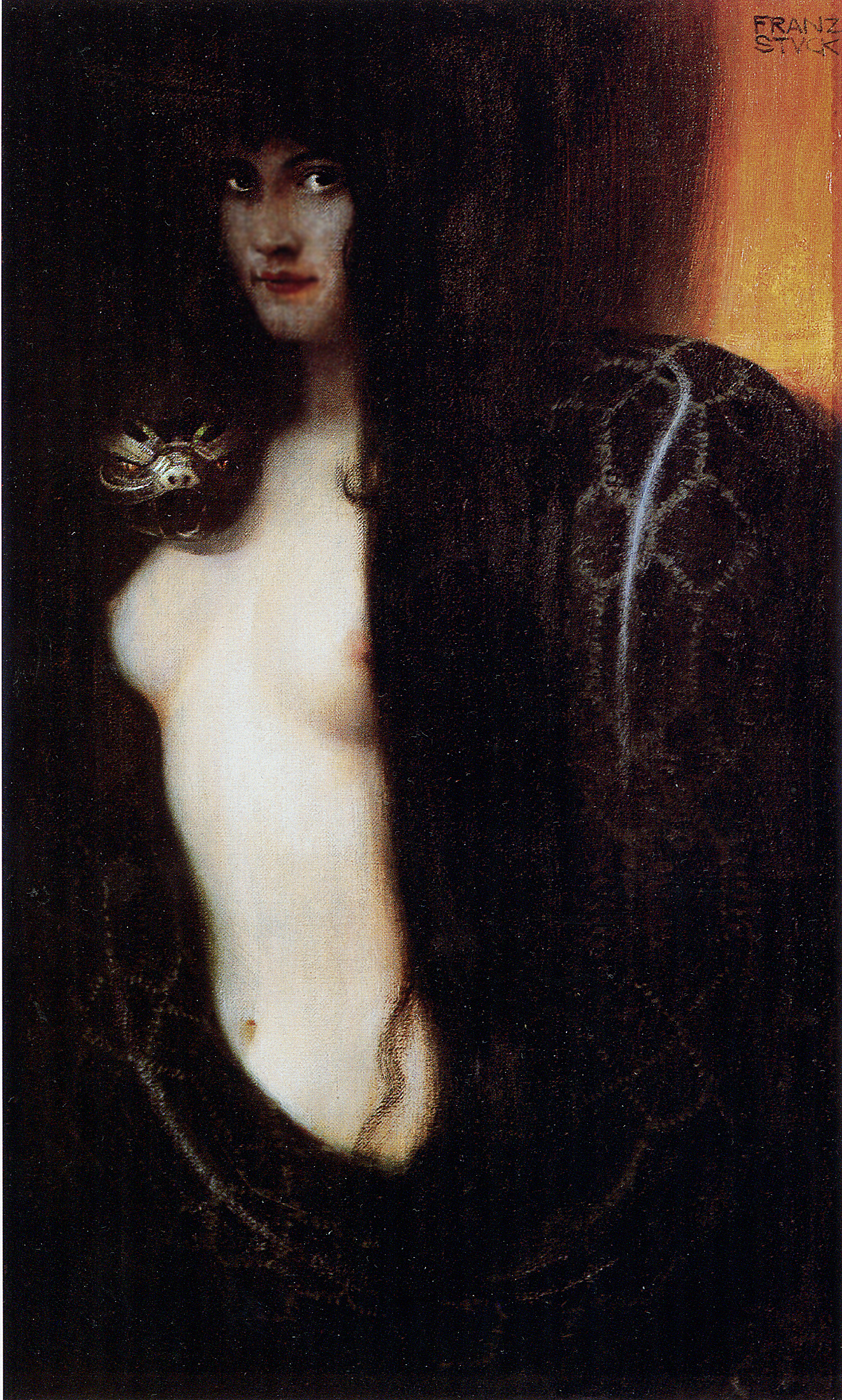
گناه (نقاشی) از نقاش آلمانی، فرانتس فون اشتوک